# Árpád Fazekas
Árpád Fazekas (Kámon, 23 juni 1930 – Boedapest, 10 augustus 2018) was een Hongaars voetballer. Hij speelde in België voor RSC Anderlecht en KVK Tienen.

## Clubcarrière
Fazekas speelde als doelman. Hij begon zijn voetbalcarrière bij MTK Hungária FC. Daar speelde hij twee seizoenen alvorens te vertrekken naar Bayern München. In Duitsland werd hij een vaste waarde en in de geschiedenis van de club wordt hij steevast in hetzelfde rijtje geplaatst als andere grote doelmannen, zoals Sepp Maier, Oliver Kahn en Jean-Marie Pfaff.
In 1957 won Bayern München de eerste DFB-Pokal uit haar bestaan. Bayern behoorde in die periode nog niet tot de absolute top van Duitsland of Europa, dat zou pas later komen. In 1961 trok de doelman naar KSV Hessen Kassel, waar hij slechts één seizoen bleef. In 1962 verhuisde de doelman naar België, waar hij een contract tekende bij RSC Anderlecht. Fazekas speelde amper bij Anderlecht, want bij de Brusselse club was in die tijd Jean Trappeniers de onbetwistbare nummer één. Opmerkelijk is wel dat Fazekas in de Europese wedstrijden de voorkeur kreeg op Trappeniers. In de Europacup I van 1962-1963 speelde hij vijf van de zes wedstrijden. RSC Anderlecht schakelde in dat toernooi Real Madrid en CDNA Sofia uit. In 1964 verliet Fazekas de club.

## Erelijst
- Beker van Duitsland: 1957